# Fresnay-le-Buffard
Fresnay-le-Buffard ist eine ehemalige französische Gemeinde im Département Orne. Heute bildet sie einen Ortsteil der Gemeinde Neuvy-au-Houlme.

## Geschichte
Im Verlauf der Französischen Revolution wurde der Ort unter dem Namen Fresnay le Buffard eine eigene Gemeinde. Der Namenszusatz Buffard leitet sich vom Namen der Familie Buffart, der früheren Herrscherfamilie des Ortes, ab und dient der Unterscheidung von anderen Kommunen namens Fresnay. Die Gemeinde, die 1793 eine Bevölkerung von 157 Einwohnern aufwies, gehörte zum Kanton Bazoches und zum Département Orne. Durch die Neuordnung der Kantone wurde sie 1801 dem Kanton Putanges zugeordnet. Zudem wurden im Namen zwei Bindestriche ergänzt und die alternative Schreibweise Fresnaye-le-Buffard zugelassen. Obwohl die Einwohnerzahl bis 1836 auf 236 angewachsen war, gab die Gemeinde 1839 ihre Selbstständigkeit auf und wurde in die Nachbargemeinde Neuvy-au-Houlme eingemeindet. Fresnay ist der Standort eines bedeutenden Gestüts, das 2004 als „beste Aufzucht Frankreichs“ ausgezeichnet wurde.